# Observatorij Mount Palomar
Observatorij Mount Palomar (tudi Palomarski observatorij) (izvirno angleško Palomar Observatory) je zaseben observatorij, ki se nahaja na istoimenski gori, ki leži v okrožju San Diego v ameriški zvezni državi Kalifornija. Leži okoli 145 km jugovzhodno od Observatorija Mount Wilson. Je v lasti Kalifornijskega tehnološkega inštituta (Caltech).
Trenutno ima observatorij 4 glavne daljnoglede:
- 5,08 m Haleov daljnogled,
- 1,22 m Daljnogled Samuel Oschin,
- 457 mm Schmidtov daljnogled,
- 1,52 m reflektor.

Poleg tega se v sklopu observatorija nahaja tudi Palomar Testbed Interferometer.